# Sıraköy, Çamlıhemşin
Sıraköy là một xã thuộc huyện Çamlıhemşin, tỉnh Rize, Thổ Nhĩ Kỳ. Dân số thời điểm năm 2010 là 51 người.